# Tony Falanga
Anthony 'Tony' Falanga (Brooklyn) is een Amerikaanse contrabassist, die werkt op het gebied van klassieke muziek, jazz en wereldmuziek. Hij werd bekend door zijn samenwerking met Ornette Coleman.

## Biografie
Falanga studeerde aan de Manhattan School of Music en vervolgens aan de Juilliard School of Music, waar David Walter zijn mentor was. Hij vervolgde zijn studie aan het Berklee College of Music, waar hij afstudeerde in jazzoptreden. Hij is assistent van de dirigent van het orkest van St. Lukes. Sinds 2002 was hij lid van het Ornette Coleman Quartet, waarmee hij ook het Pulitzerprijs-winnende album Sound Grammar in 2007 opnam. Hij trad ook op als solist bij het New York Concertino, het Tchaikovsky Chamber Orchestra, Wynton Marsalis, Joe Lovano en Jim Hall. Met zijn collega's vertolkten John Patitucci en John Feeney hun eigen arrangementen van stukken van Charles Mingus voor drie bassen. Hij begeleidde Giora Feidman verschillende keren op Europese tournees en is ook gedocumenteerd op zijn albums. Hij maakt momenteel deel uit van het Just Ornette Quartet van Al MacDowell. Falanga is ook te horen op albums van Annie Gosfield, Rosie O'Donnell en Frederica von Stade.

## Discografie
- 1997: Giora Feidman Klezmer Celebration (Pläne)
- 2000: Soul of the Bass (Plane Records)
- 2006: Ornette Coleman Sound Grammar

- Gemeinsame Normdatei: 135217261
- International Standard Name Identifier: 0000 0000 5719 3625
- Virtual International Authority File: 80038044
- WorldCat: E39PBJhX7MkKgFRBMpmtbrhWDq